# John Cho
John Yohan Cho (hangeul: 존 요한 조 Chon Yo-Han Cho) est un acteur américain d'origine sud-coréenne, né le 16 juin 1972 à Séoul (Corée du Sud).
Il se fait remarquer durant les années 2000 dans des comédies potaches : la sitcom Sexe et dépendances et les franchises cinématographiques American Pie et Harold & Kumar.
Mais c'est durant les années 2010 qu'il parvient à s'imposer : en 2009, il reprend le rôle de Hikaru Sulu pour le blockbuster Star Trek, un reboot de la franchise éponyme produit et réalisé par J.J. Abrams.
Parallèlement, il tient des seconds rôles dans plusieurs séries télévisées : Flashforward (2009-2010), Go On (2012-2013), Sleepy Hollow (2013-2014) et L'Exorciste (2017).
En 2014, il partage l'affiche de l'éphémère sitcom américaine Selfie avec l'anglaise Karen Gillan.
Puis il est la vedette de deux drames indépendants acclamés par la critique : le drame introspectif Colombus (2017), écrit et réalisé par Kogonada, et Searching : Portée disparue (2018), thriller écrit et réalisé par Aneesh Chaganty.

## Biographie

### Jeunesse et formation
John Cho est né le 16 juin 1972 à Séoul, en Corée du Sud, d'un père nord-coréen. En 1978, sa famille déménage aux États-Unis dès l’année de ses six ans. Il grandit à Los Angeles, après que sa famille a vécu à Houston, Seattle, Daly City et Monterey Park. En 1990, il est diplômé de la Herbert Hoover High School de Glendale (Californie), et entre à l'université de Berkeley, où il commence la comédie en étudiant la littérature anglaise. C’est d’ailleurs à l’université qu’il fait ses premiers pas de comédien. Avant d’apparaître à l’écran, il commence par se produire sur scène en jouant notamment dans The Woman Warrior et Hamlet. Il s’essaie aussi à la musique au sein de son groupe californien Left of Zed,.
En 1997, il fait ses débuts dans le cinéma. Il campe Clarance dans le drame Shopping for Fangs, réalisé par Quentin Lee et Justin Lin. La même année, il décroche un petit rôle dans Des hommes d’influence, long-métrage tiré du roman American Hero de Larry Beinhart. Dirigée par Barry Levinson, la distribution comprend Robert De Niro, Dustin Hoffman et Anne Heche. Avec les frères Weitz, John Cho participe par la suite à The Tiger Woods Story, une production télévisée consacrée au célèbre champion de golf,

### Débuts remarqués dans la comédie (années 2000)

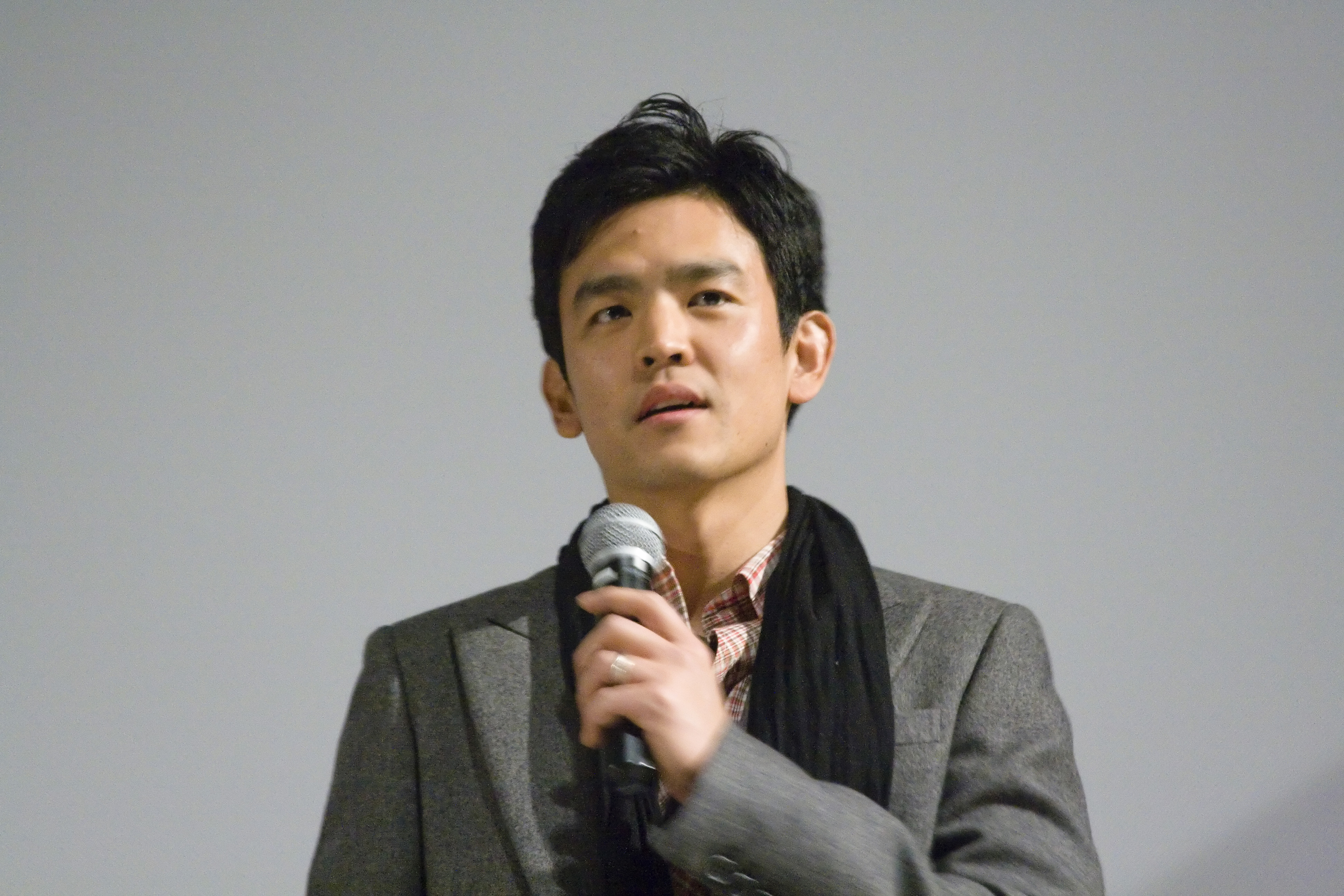
John Cho en 2008, lors de la promotion de Harold et Kumar s'évadent de Guantanamo.

Entre 1999 et 2003, John Cho se fait remarquer dans la franchise American Pie, créée par Paul et Chris Weitz. Si son second rôle ne possède aucun prénom durant les deux premiers opus, il porte celui de l'acteur pour le troisième chapitre (2003). Et quand il revient pour la suite, en 2012, c'est pour un rôle bien plus développé. Entre-temps, il a en effet confirmé dans le genre.
En 2001, Paul et Chris Weitz, les réalisateurs d'American Pie lui font déjà confiance pour mener, Sexe et dépendances une sitcom irrévérencieuse sur des colocataires new-yorkais, aux côtés d'un autre acteur de la série, Eddie Kaye Thomas. La série ne dure que deux saisons, et se conclut en 2002.
En 2002, il fait partie du casting de Better Luck Tomorrow, un drame de Justin Lin, centré sur une bande de jeunes californiens d'origine asiatique. Le film est très bien reçu par la critique, qui salue notamment la performance de l'acteur.
En 2004, il tourne Kitchen Confidential, une autre sitcom avec Bradley Cooper qui est arrêtée au bout de sa première saison de treize épisodes.
La même année, il partage l'affiche avec un autre jeune acteur inconnu, Kal Penn, d'une comédie potache nommée Harold et Kumar chassent le burger. Le film devient culte outre-Atlantique, et une suite est commandée, grâce aux excellentes ventes en vidéo. Sorti en 2008, Harold et Kumar s'évadent de Guantanamo confirme la popularité de l'univers et de ses personnages. Le rôle d'Harold, le plus calme et stoïque du tandem, a été développé spécialement pour lui par le scénariste. Avec son partenaire, ils mènent ainsi la plus populaire franchise d'acteurs américains d'origine asiatique.

### Percée dramatique (années 2010)

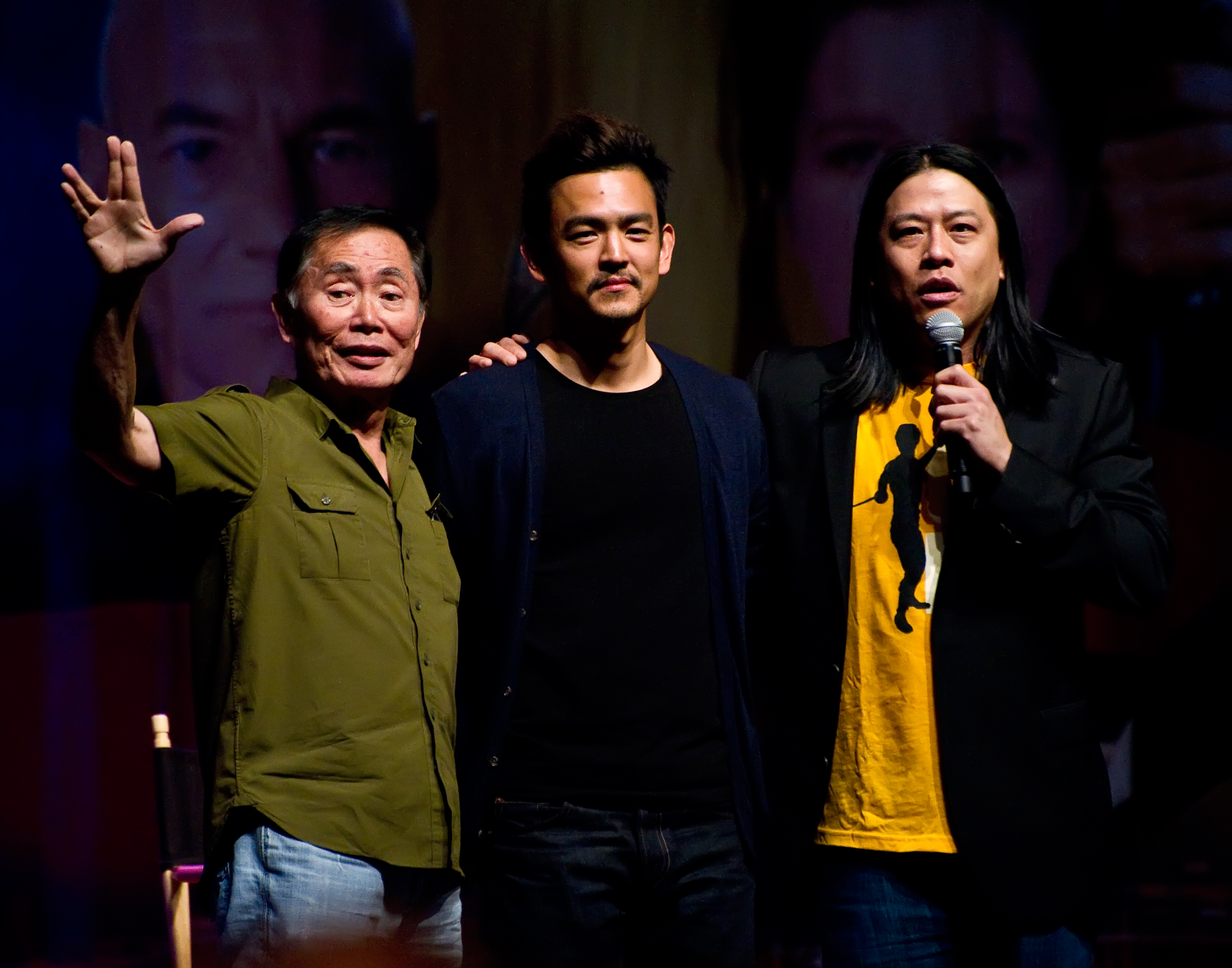
En août 2011, avec George Takei et Garrett Wang à la Star Trek Convention de Las Vegas.

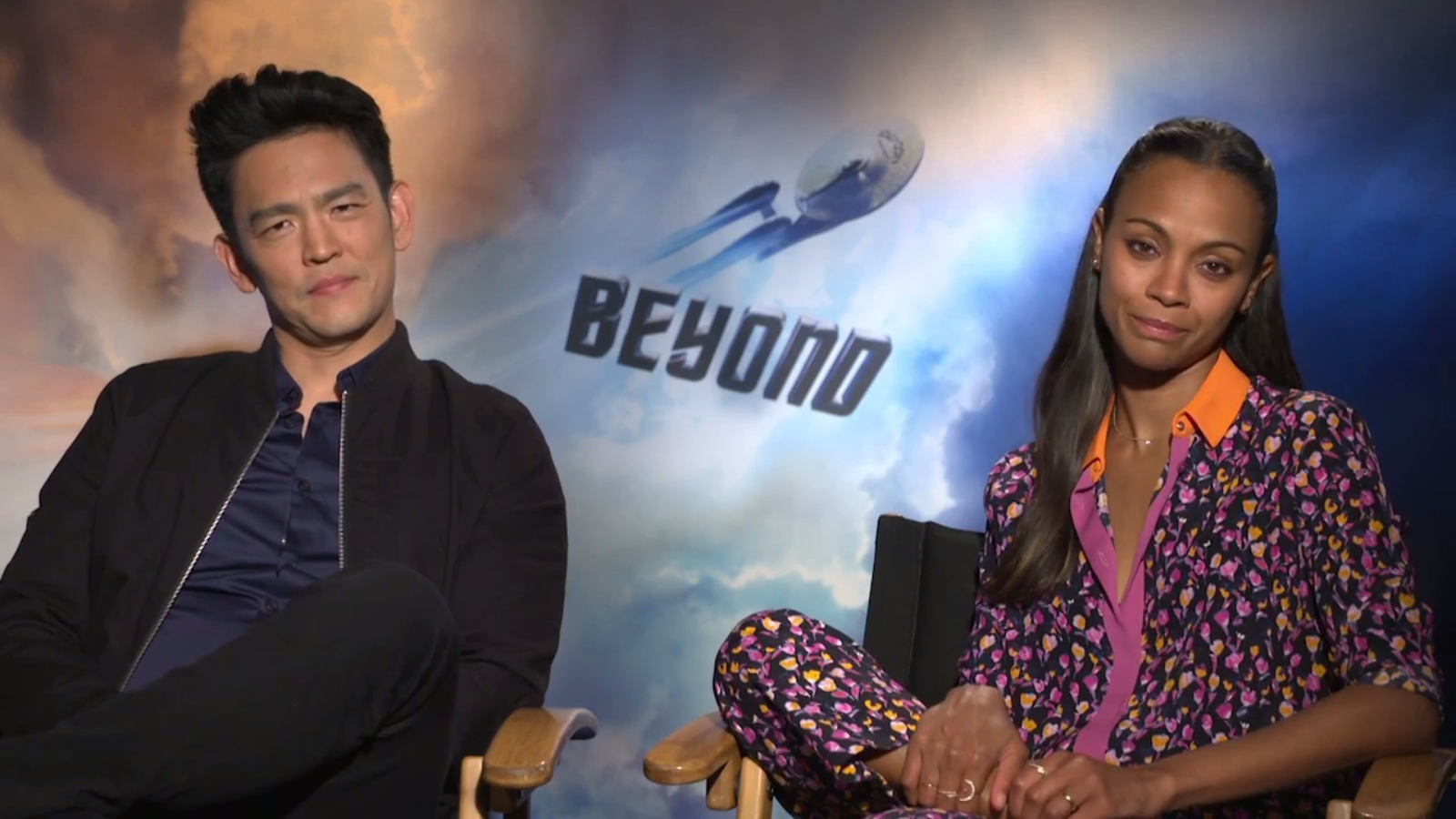
L'acteur aux côtés de Zoe Saldana pour la promotion de Star Trek : Sans limites.

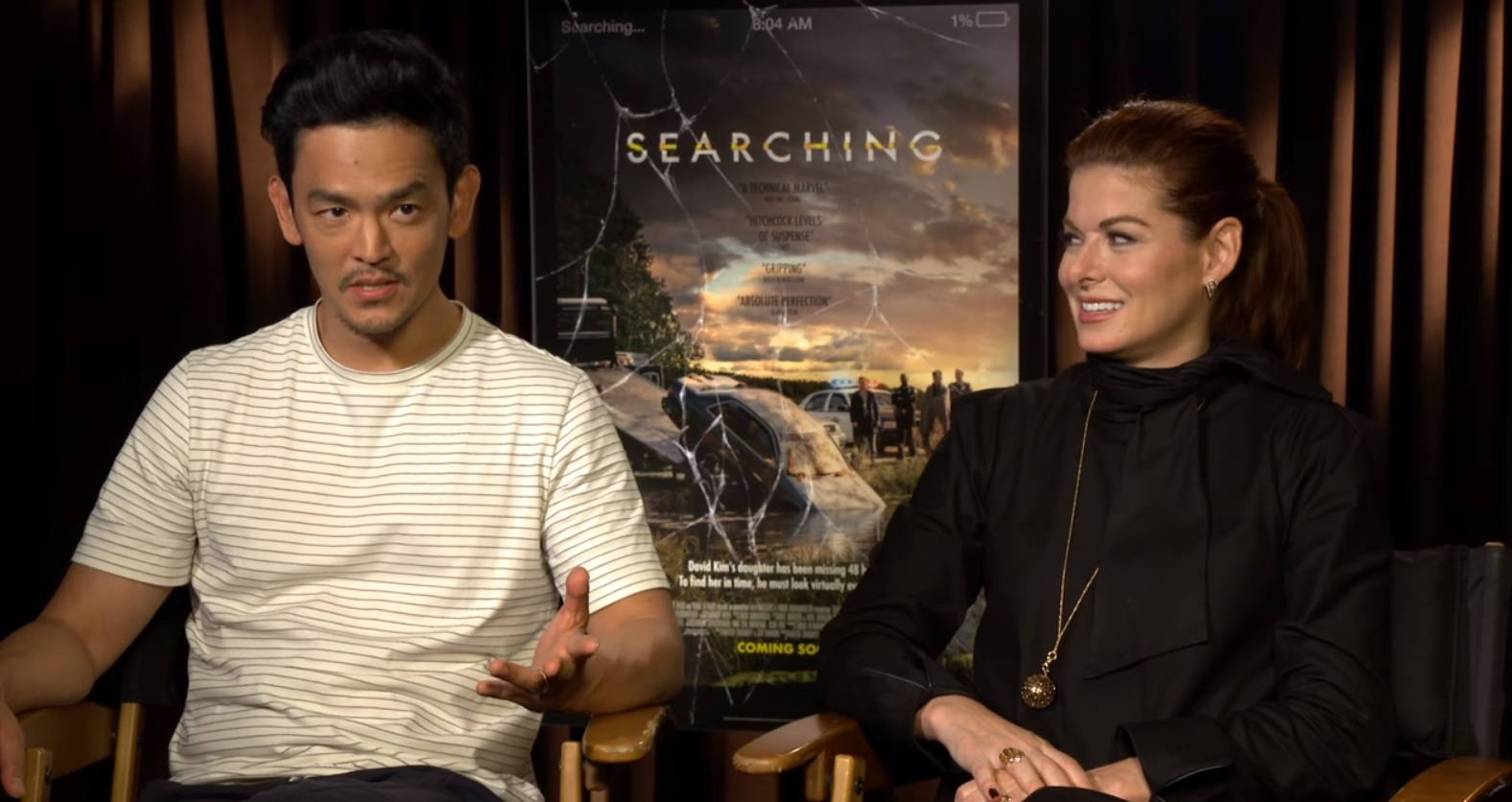
L'acteur en août 2018 aux côtés de Debra Messing pour la promotion de Searching : Portée disparue, dont il est la tête d'affiche.

En 2006, les réalisateurs de American Pie lui proposent un rôle dans la comédie dramatique American Dreamz. John Cho poursuit cette transition sur le petit écran en jouant dans trois épisodes de la seconde saison de la série Ugly Betty, diffusés en 2007.
En 2009, il confirme dans un registre plus dramatique. Déjà en tenant l'un des rôles principaux de la série de science-fiction Flashforward, néanmoins arrêtée au bout de sa première saison. Et surtout en prêtant ses traits à Hikaru Sulu pour le blockbuster Star Trek, un reboot de la franchise produit par J.J. Abrams. Il y incarne un Hikaru Sulu plus jeune que celui de George Takei dans la série originale, même s'il a sept ans de plus que Takei lors du tournage.
Ils revient vers la comédie potache pour deux suites : A Very Harold and Kumar 3D Christmas, sorti en 2011, et American Pie 4, en 2012, mis en scène par les scénaristes du premier chapitre de Harold & Kumar, Jon Hurwitz et Hayden Schlossberg.
La même année, il joue dans l'unique saison de Go On, une sitcom de la chaîne NBC portée par Matthew Perry.
Il revient vers les blockbusters pour Star Trek Into Darkness, en 2013, toujours mis en scène par J.J. Abrams, puis Total Recall : Mémoires programmées, le remake du film Total Recall, cette fois signé Len Wiseman, et sorti en 2014.
Parallèlement, il apparaît aussi dans la première saison de la série fantastique Sleepy Hollow, créée par Alex Kurtzman et Roberto Orci, les scénaristes de Star Trek Into Darkness, et produite par Len Wiseman, qui réalise aussi l'épisode pilote.
Il ne s'éloigne pas pour autant de la comédie en jouant dans Arnaque à la carte (Identity Thief), une comédie avec Jason Bateman et Melissa McCarthy sortie en 2013, et surtout en se voyant confier le premier rôle masculin de la série télévisée Selfie, aux côtés de la comédienne britannique Karen Gillan. Il est le premier acteur américain d'origine asiatique à porter un rôle de cette envergure à la télévision américaine.
Librement inspirée de la comédie musicale My Fair Lady, elle-même inspirée de la pièce Pygmalion, cette sitcom lancée en 2014 est bien reçue par la critique, mais échoue en termes d'audiences. La chaîne ABC cesse ainsi de la diffuser au bout de sept épisodes. Il y livre une prestation tout en sobriété, face au personnage excentrique incarné par Karen Gillan.
En 2016, il retrouve le réalisateur Justin Lin pour Star Trek : Sans limites, le troisième chapitre du reboot initié par J.J. Abrams.
En 2017, il intègre le casting de la seconde saison de la série horrifique L'Exorciste. Il y joue un ancien psychologue, qui gère une maison pour enfant sur une île au large de Seattle. La même année, il joue dans quatre épisodes de la comédie Difficult People où il prête ses traits au nouvel intérêt amoureux du héros incarné par Billy Eichner.
Au cinéma, il multiplie les seconds rôles dans des films indépendants : la comédie That Burning Feeling (2013), la comédie dramatique Grandma (2015), le thriller Zipper (2015), la romance Get A Job (2016), la comédie A Happening of Monumental Proportions (2017).
En 2018, il parvient enfin à s'imposer en tant que tête d'affiche grâce au film-concept Searching : Portée disparue, qui reçoit d'excellentes critiques.

### Vie privée
John Cho s'est marié en 2006 avec Kerri Higuchi, actrice ayant joué dans les séries Urgences (1998) et Grey’s Anatomy (2005) dans le rôle du Dr. Elizabeth Chen, ainsi que dans la comédie Sorority Boys en 2002. Ensemble, ils ont deux enfants : un fils, Kage Cho né en avril 2008 et une fille née en 2013.

## Filmographie

### Longs métrages
- 1997 : Shopping for Fangs de Quentin Lee et Justin Lin : Clarance
- 1997 : Des hommes d'influence (Wag the Dog) de Barry Levinson : Aide #3
- 1998 : Exchange Value de [Qui ?]
- 1998 : Yellow de Chris Chan Lee : Joey
- 1999 : American Pie de Paul et Chris Weitz : John
- 1999 : Bowfinger, roi d'Hollywood (Bowfinger) de Frank Oz : le videur du nightclub
- 1999 : American Beauty de Sam Mendès : le vendeur immobilier
- 2000 : Les Pierrafeu à Rock Vegas (The Flintstones in Viva Rock Vegas) de Brian Levant : le voiturier
- 2000 : Among Others de Trac Vu : Trung
- 2001 : Le Cadeau de la vie (Delivering Milo) de Nick Castle : M. Hugo
- 2001 : Les Pieds sur terre (Down to Earth) de Chris et Paul Weitz : Phil Quon
- 2001 : Pavilion of Women de Yim Ho : Fengmo Wu
- 2001 : Evolution de Ivan Reitman : l'étudiant
- 2001 : American Pie 2 de James B. Rogers : John
- 2002 : Better Luck Tomorrow de Justin Lin : Steve Choe
- 2002 : Méchant Menteur (Big Fat Liar) de Shawn Levy : Dustin 'Dusty' Wong
- 2002 : Solaris de Steven Soderbergh : l'émissaire de la DBA
- 2003 : American Pie : Marions-les ! (American Wedding) de Jesse Dylan : John
- 2003 : Western Avenue de Sumi Yang : Thanh
- 2004 : See This Movie de David M. Rosenthal : Larry Finkelstein
- 2004 : Harold et Kumar chassent le burger (Harold and Kumar Go to White Castle) de Danny Leiner : Harold Lee
- 2004 : En bonne compagnie (In Good Company) de Paul Weitz : Petey
- 2005 : Bam Bam and Celeste de Lorene Machado : Stephan
- 2006 : American Dreamz de Paul Weitz : Ittles
- 2006 : Bickford Shmeckler's Cool Ideas de Scott Lew : Bob
- 2007 : Smiley Face de Gregg Araki : Mikey
- 2007 : West 32nd de Michael Kang : John Kim
- 2008 : Harold et Kumar s'évadent de Guantanamo de Hayden Schlossberg et Jon Hurwitz : Harold Lee
- 2008 : États de choc (The Air I Breathe) de Jieho Lee : Bart
- 2009 : Star Trek de J.J. Abrams : Hikaru Sulu
- 2009 : Saint John of Las Vegas de Hue Rhodes : Smitty
- 2011 : A Very Harold and Kumar 3D Christmas de Todd Strauss-Schulson : Harold Lee
- 2012 : American Pie 4 (American Reunion) de Jon Hurwitz et Hayden Schlossberg : John
- 2012 : Total Recall : Mémoires programmées (Total Recall) de Len Wiseman : McClane
- 2013 : Star Trek Into Darkness de J.J. Abrams : Hikaru Sulu
- 2013 : Arnaque à la carte (Identity Thief) de Seth Gordon : Daniel Casey
- 2015 : Grandma de Paul Weitz : Chau
- 2016 : Star Trek : Sans limites (Star Trek Beyond) de Justin Lin : Hikaru Sulu
- 2017 : Gemini d'Aaron Katz :
- 2017 : Columbus de Kogonada
- 2018 : Searching : Portée disparue (Searching) de Aneesh Chaganty : David Kim
- 2019 : Entre deux fougères, le film de Scott Aukerman : lui-même
- 2020 : The Grudge de Nicolas Pesce : Peter Spencer
- 2023 : Ghosted de Dexter Fletcher : le Leopard (caméo)
- 2024 : L'I.A. du mal (AfrAId) de Chris Weitz

### Séries télévisées
- 1998 : The Tiger Woods Story : Jerry Chang
- 1998 : Charmed : Mark Chao
- 2001 : Earth vs. the Spider : Han
- 2001-2002 : Sexe et Dépendances (Off Centre) : Chau Presley
- 2005 : Kitchen Confidential : (saison 1) Teddy Wong
- 2005 : Dr House : (saison 1, épisode 20) Harvey Park
- 2005 : Untitled David Diamond/David Weissman Project
- 2006 : Grey's Anatomy (saison 2, épisode 24) : Marshall Stone
- 2007 : How I Met Your Mother : Jeff Coatsworth
- 2008 : Ugly Betty : Kenny
- 2009 : Flashforward : l'agent spécial du FBI Demetri Noh
- 2010 : 30 Rock (saison 5, épisode 14) : Lorne
- 2010 : Childrens Hospital (saison 2, épisode 7) : Park
- 2012-2013 : Go On : Steven
- 2013-2014 : Sleepy Hollow : Andy Brooks
- 2014 : Selfie : Henry Higgs
- 2016 : New Girl : Daniel
- 2017 : L'Exorciste : Andrew Kim
- 2019 : La Quatrième Dimension (Saison 1, épidode 8 : Le Prodige) : Raff Hanks
- 2021 : Cowboy Bebop : Spike Spiegel[7]
- 2025 : Murderbot : le capitaine

## Voix françaises
En France, Jérémy Prévost est la voix régulière de John Cho. Alexandre Nguyen l'a également doublé à cinq reprises.
En France
| - Jérémy Prévost dans : - Flashforward (série télévisée) - Total Recall : Mémoires programmées - Go On (série télévisée) - Sleepy Hollow (série télévisée) - New Girl (série télévisée) - L'Exorciste (série télévisée) - Le Dragon-génie (voix) - Cowboy Bebop (série télévisée) - Pendant qu'il est encore temps - Ghosted - The Afterparty (série télévisée) - Le Sympathisant (série télévisée) - Alexandre Nguyen dans : - How I Met Your Mother (série télévisée) - Ugly Betty (série télévisée) - Star Trek - Star Trek Into Darkness - Star Trek : Sans limites - Thomas Roditi dans : - American Pie 2 - American Dreamz - Arnaque à la carte | - Maël Davan-Soulas dans : - Harold et Kumar chassent le burger - Harold et Kumar s'évadent de Guantanamo Et aussi - Marc Saez dans Charmed (série télévisée) - Yann Le Madic dans American Pie - Damien Boisseau dans Méchant Menteur - Stéphane Marais dans Earth vs. the Spider (téléfilm) - Fabrice Trojani dans Sexe et Dépendances (série télévisée) - Boris Rehlinger dans Dr House (série télévisée) - Guillaume Lebon dans Grey's Anatomy (série télévisée) - Nessym Guetat dans Smiley Face - Charles Mendiant dans Sex Addiction - Pierre Tessier dans Searching : Portée disparue - Benoît Fort-Junca dans Entre deux fougères, le film - Stéphane Pouplard dans The Twilight Zone : La Quatrième Dimension (série télévisée) - Yoann Sover dans Murderbot : Journal d'un AssaSynth (mini-série) |